# Всемирная ассоциация неправительственных организаций
Всемирная ассоциация неправительственных организаций (World Association of Non-Governmental Organizations, WANGO) — международная сеть неправительственных организаций, созданная в 2000 году для способствования выполнения Целей Устойчивого Развития ООН, известна вкладом в разработку кода этики неправительственных организаций.

## Концепция
Цель Ассоциации — создание всемирной межэтнической сети организаций для способствования установления мира и оказания гуманитарной помощи в конфликтных зонах. Ассоциация представляет собой союз неправительственных организаций с целью совместного миротворчества и создания культуры мира и совместной ответственности. В состав Ассоциации входят неправительственные организации. Проекты Ассоциации осуществляются силами волонтеров. Главные проекты Ассоциации проходят в направлениях Целей Устойчивого Развития ООН.

## История
Ассоциация учреждена в 2000 году. Руководитель ассоциации — Тадж Хамад. Среди членов совета ассоциации был экс-Президент Сейшельской Республики Джеймс Мэнчем. Ассоциация принимала участие в международных форумах по оказанию гуманитарной помощи в горячих точках.
В 2007 году организация участвовала в Глобальной инициативе на пути к устойчивому Ираку от ООН и в программе по образованию для женского населения в странах Ближнего востока и образовательных программах для женщин в сфере равноправия и политики.
В 2008 году экс-президент Замбии Кеннет Каунда был награжден ассоциацией за вклад в дело мира. В том же году ассоциация принимала участие в программе повышения грамотности населения Замбии.
В 2011 году ассоциация совместно с Управлением Верховного комиссара ООН по делам беженцев организовала межрелигиозные миротворческие футбольные матчи при участии смешанных команд суннитов, шиитов и христиан в Иордании.
С 2020 год занимается информационным продвижением гуманитарных программ организаций членов ассоциации.